# Alghabass Ag Intalla
Alghabass Ag Intalla é um político tuaregue do Mali.

## Biografia
Alghabass Ag Intalla é filho de Intalla Ag Attaher, o amenokal dos tuaregues Ifoghas. Tem dois irmãos mais velhos: Mohamed e Attayoub.
Antes do início da Guerra do Mali em 2012, Alghabass Ag Intalla era deputado de Kidal na Assembleia Nacional. Quando o conflito eclodiu, primeiro adere ao Movimento Nacional de Libertação do Azauade (MNLA), porém prontamente se juntaria ao Ansar Dine. Afirma, portanto, que está a lutar para estabelecer a sharia no norte do Mali. Tornou-se o rosto político do Ansar Dine e representou o movimento islamista durante as negociações realizadas em Ouagadougou, Burkina Faso, no final de 2012. Mas em Janeiro de 2013, poucos dias após o início da Operação Serval, Alghabass separou-se e fundou o Movimento Islâmico de Azawad (MIA), do qual se tornou secretário-geral. Em 19 de maio de 2013, anunciou a dissolução do seu movimento e a sua adesão ao Alto Conselho para a Unidade de Azawad (HCUA), fundado pelo seu irmão, Mohamed Ag Intalla.
Por volta do início de julho de 2014, Alghabass Ag Intalla tornou-se secretário-geral do HCUA e foi colocado à frente de uma delegação de 30 pessoas do MNLA, do Movimento Árabe de Azauade (MAA) e do HCUA durante as negociações de Argel.
Após a morte, em 18 de dezembro de 2014, de seu pai Intalla Ag Attaher, esperava-se que Alghabass o sucedesse como amenokal dos Ifoghas. Mas antes de morrer, Intalla Ag Attaher dá preferência a Mohamed. O conselho de líderes das frações segue a sua opinião e designa Mohamed Ag Intalla como amenokal. Alghabass era considerado “muito ativo, muito dinâmico”, mas o seu passado dentro dos jihadistas poderia ter desempenhado papel em seu desfavor.
Em 16 de dezembro de 2016, sucedeu a Bilal Ag Acherif como chefe da presidência da Coordenação dos Movimentos de Azawad (CMA). Os secretários-gerais dos três grupos da CMA alternam a presidência da organização por períodos de vários meses.
Em outubro de 2019, apela à fusão dos diferentes grupos da CMA numa única entidade.